# Epitonium pourtalesii
Epitonium pourtalesii är en snäckart som först beskrevs av Addison Emery Verrill och S. Smith 1880.  Epitonium pourtalesii ingår i släktet Epitonium och familjen vindeltrappsnäckor. Inga underarter finns listade i Catalogue of Life.